# Kingston (Rhode Island)
Kingston (llamada anteriormente Little Rest) es un área no incorporada (o lugar designado por el censo) ubicada en el condado de Washington en el estado estadounidense de Rhode Island. Kingston es un distrito histórico agregado al Registro Nacional de Lugares Históricos en 1974.

## Geografía
Kingston se encuentra ubicado en las coordenadas 41°28′48″N 71°31′22″O / 41.48000, -71.52278.